# Paul Neumann (Politiker, 1865)
Paul Neumann (* 20. Juli 1865; † 4. Juli 1923) war von 1917 bis 1921 Gemeindevorsteher von Nowawes. Von Beruf war er Webermeister. Neumann trat der SPD bei und war von 1898 bis 1917 Mitarbeiter von deren Zeitung Vorwärts. Nach Ausrufung der Republik am 9. November 1918 führte er einen Trupp von 70 Aufständischen zur Besetzung des Rathauses Babelsberg. Während des Kapp-Putsches organisierte Paul Neumann in Nowawes den Widerstand gegen die Putschisten, in dessen Folge sich die Nowaweser Betriebe dem Generalstreik anschlossen. Unter seiner Ägide erwarb die Gemeinde größere Flächen für sozialverträglichen Wohnungsbau.